# Exchange (Virginie-Occidentale)
Pour les articles homonymes, voir Exchange.
Exchange est une zone non incorporée située dans le comté de Braxton, dans l’État de Virginie-Occidentale, aux États-Unis. Sa population s’élevait à 470 habitants lors du recensement de 2010.

## Histoire
Exchange s’appelait à ses débuts Millburn. En 1906, Samantha Duffield, qui tenait le premier bureau de poste, suggéra le nom actuel après avoir constaté que les enseignes changeaient souvent de propriétaire.

## Source
- (en) Cet article est partiellement ou en totalité issu de l’article de Wikipédia en anglais intitulé « Exchange, West Virginia » (voir la liste des auteurs).

1. ↑  Hamill Kenny, West Virginia Place Names: Their Origin and Meaning, Including the Nomenclature of the Streams and Mountains, Piedmont, WV, The Place Name Press, 1945 (lire en ligne), p. 235.